# Vigelsbo
Vigelsbo är en by i nordvästra delen av Valö socken i Östhammars kommun, nordöstra Uppland.
Vigelsbo ligger längs länsväg 290 mellan Österbybruk och Forsmark. Byn består av en del enfamiljshus samt bondgårdar. Området har många gamla gruvhål.

## Gruvdrift i Vigelsbo

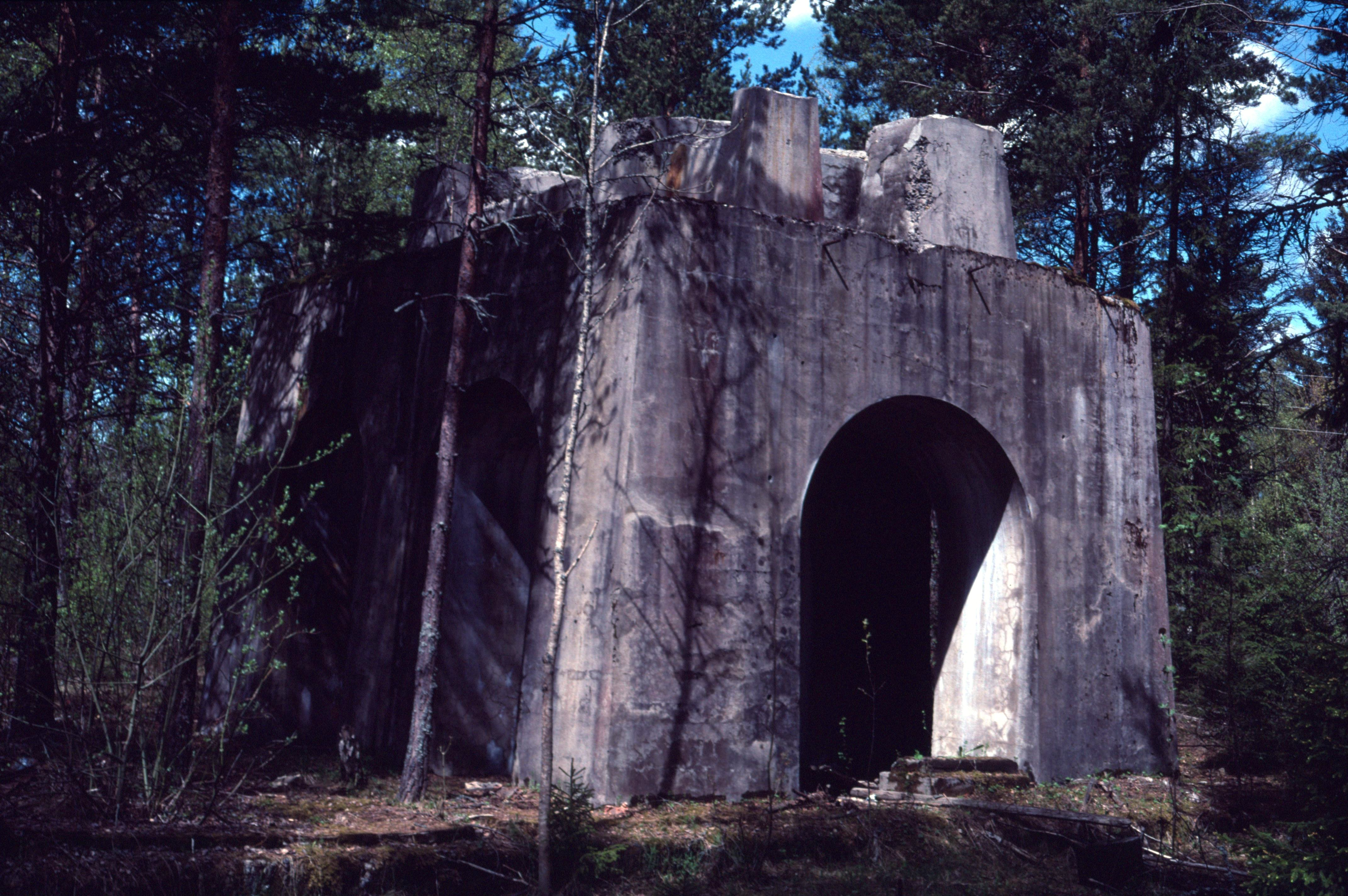
Detta fundament till den f.d. kulkvarnen (som malde malm till slig) vid Vigelsbo gruvor är det tydligast synliga spåret efter gruvdriften i Vigelsbo. Gruvorna blev nedlagda 1925 och gruvhålen är numera vattenfyllda.

I Vigelsbo påbörjades gruvdrift i slutet av 1600-talet. Vigelsbo gruvbolag bildades i mitten av 1800-talet, och gruvan var ett tag traktens största producent av järnmalm. Gruvdriften upphörde 1925. Nu finns bara vattenfyllda gruvhål och ett bastant fundament till en kulkvarn (som malde malm till slig) kvar, samt några arbetarbostäder som numera bebos av sommargäster.
År 1918 hade Dannemora-Hargs Järnväg (senare uppköpt av Stockholm-Roslagens Järnvägar) kommit fram till Vigelsbo i bygget av sin bibana som nådde Lövstabruk 1926, några månader efter brukets nedläggning.  Året innan blev även Vigelsbo gruvor nedlagda. Därefter användes banan för transport av skogsprodukter fram till 1952 samt torvströ från torvströfabriken i Gubbo (utanför Österbybruk) fram till 1954. Banan revs upp 1956–1957.

## Rörbergsgruvan
800 meter söder om Vigelsbo gruvor fanns en annan, mindre, gruva, Rörbergsgruvan. Även den låg vid bibanan till Lövstabruk och dessutom anlades ett decauvillespår till Vigelsbo så att malm från Rörbergsgruvan kunde lastas på även där. Rörbergsgruvan lades ned 1922 men hopp om att den åter skulle kunna öppnas gjorde att gruvan hölls länspumpad i några år till. År 1926 togs dock allt av värde i gruvan om hand och gruvan lämnades att bli vattenfylld.